# NGC 7532
NGC 7532 este o galaxie situată în constelația Peștii. A fost descoperită în 1 octombrie 1864 de către Albert Marth. Se află la o distanță de 48,56 de megaparseci de Pământ.